# Bajka o carze Sałtanie (film 1966)
Bajka o carze Sałtanie (ros. Сказка о царе Салтане, Skazka o carie Sałtanie) – radziecka baśń filmowa z 1966 roku w reżyserii Aleksandra Ptuszko. Adaptacja bajki Aleksandra Puszkina o tym samym tytule.

## Fabuła
Przygody carewicza Gwidona, przepięknej carewny – łabędzicy i cara Sałtana. Przygody bohaterów przypomną o tym, że miłość, wierność i siła ducha potrafią zwyciężyć wszystkie przeszkody.

## Obsada
- Władimir Andrejew jako Sałtan
- Łarisa Gołubkina jako caryca
- Oleg Widow jako Gwidon
- Siergiej Martinson jako opiekun Sałtana
- Olga Wikłand jako Babaricha

## Wersja polska
Reżyser dubbingu: Henryka Biedrzycka
Głosów użyczyli:
- Wiesław Michnikowski jako Sałtan
- Barbara Horawianka jako caryca
- Maciej Rayzacher jako Gwidon
- M. Borowski jako opiekun Sałtana
- Wanda Łuczycka jako Babaricha

Źródło: